# Volei Alba Blaj
Le Clubul Sportiv Municipal Volei Alba Blaj est un club roumain de volley-ball féminin fondé en 2011 et basé à Blaj qui évolue pour la saison 2019-2020 en Divizia A1.

## Historique
Le 1er avril 2025, le club s'incline en finale de la Coupe de la CEV face à la formation italienne d'AGIL Novare. À l'issue de la saison 2024-2025, Alba Blaj remporte le Championnat de Roumanie, soit son huitième titre national et son quatrième doublé Coupe-Championnat.

## Palmarès
- Ligue des champions :
  - Finaliste en 2018[5].

- Coupe de la CEV :
  - Finaliste en 2019, 2023, 2025.

- Challenge Cup :
  - Finaliste en 2021.

- Championnat de Roumanie (8) :
  - Vainqueur en 2015[6], 2016[7], 2017, 2019[8], 2020, 2022, 2023, 2025.
  - Finaliste en 2018, 2021, 2024.

- Coupe de Roumanie (5) :
  - Vainqueur en 2017, 2019[9], 2021, 2022, 2025.
  - Finaliste en 2018.

- Supercoupe de Roumanie (2) :
  - Vainqueur en 2021, 2023.
  - Finaliste en 2016.